# ストライク・アップ・ザ・バンド (曲)
「ストライク・アップ・ザ・バンド」（Strike Up the Band）は、1927年にジョージ・ガーシュウィンが作曲、ミリー・ローシュとのコラボレートによりアイラ・ガーシュウィンが作詞した曲。1927年のミュージカル『ストライク・アップ・ザ・バンド (ミュージカル)』のために、戦争や軍歌への皮肉を込めて作曲された。ミュージカルはヒットしなかったが、楽曲のインストゥルメンタル版「March from Strike Up the Band」はよく知られている。1940年、この曲はジュディ・ガーランドとミッキー・ルーニーが出演する映画『ストライク・アップ・ザ・バンド』でも使用された。

## UCLA
1936年、UCLAの学生たちは新たな応援歌を探していた。その頃、ガーシュウィン兄弟はロサンゼルスでのフレッド・アステアの映画『踊らん哉』の制作のため、ニューヨークからビバリーヒルズへと転居してきていた。音楽業界の代理人であるマクソン・ジャデルは、UCLAの楽曲についてガーシュウィン兄弟に連絡をとった。話を聞いたガーシュウィン兄弟はUCLAにこの曲を提供することにした。「Strike Up the Band for UCLA」と改題し、アイラ・ガーシュウィンは歌詞を改訂している。以降、UCLAでよく演奏される曲の1つとなり、「Sons of Westwood」や「Mighty Bruins」が演奏されるようになるまでライトモティーフとして用いられていた。UCLAバンドにより、以前は大学バスケットボールの試合前に演奏されたが、現在はUCLAブルーインズ・フットボールの試合前に「Strike Up the Band for UCLA」の編曲が演奏されている。
毎年、学内のポーリー・パビリオンまたはロサンゼルス・テニス・センターにて「スプリング・シング」（音楽祭）が開催され、ジョージ&アイラ・ガーシュウィン賞授賞式が行なわれている。これまでの受賞者にはフランク・シナトラ、クライヴ・デイヴィス、スティーヴィー・ワンダー、k.d.ラング、ジェームス・テイラー、ベイビーフェイス、バート・バカラック、クインシー・ジョーンズ、ライオネル・リッチー、ジュリー・アンドリュース、ブライアン・ウィルソンがいる。

## 著名なレコーディング
- 1956年、ビング・クロスビー - ラジオ番組『ビング・クロスビー・ショー』のためにレコーディングされ[4]、2009年、モザイク・レコードよりリリースされたボックス・セット『The Bing Crosby CBS Radio Recordings (1954-56)』に収録された[5]。
- 2000年、クリス・コナー - 『Warm Cool: The Atlantic Years』に収録された。
- 1959年、エラ・フィッツジェラルド - 『Ella Fitzgerald Sings the George and Ira Gershwin Songbook』に収録された。
- ボストン・ポップス・オーケストラ - アーサー・フィードラー指揮の『Fiedler's Favorite Marches』、『Marches in Hi Fi』、ジョン・ウィリアムズ指揮の『Pops Stoppers』など複数のアルバムに収録された。
- 1979年、ローズマリー・クルーニー - アルバム『Rosemary Clooney Sings the Lyrics of Ira Gershwin』に収録された。
- 1959年、トニー・ベネット - アルバム『Strike Up the Band』に収録された。